# Kevin Lisch
Kevin Lisch (nacido el 16 de mayo de 1986 en Belleview, Illinois) es un jugador de baloncesto estadounidense que pertenece a la plantilla del Sydney Kings. Con 1,88 metros de estatura, juega en la posición de base. También tiene nacionalidad italiana y australiana, habiendo representado a Australia en los Juegos Olímpicos de Río 2016.

## Trayectoria deportiva
Formado en la Universidad de Sant Louis, tras acabar su periplo universitario Lisch saltó al profesionalismo la temporada 2009-2010 con los Perth Wildcats, con quien se proclamó campeón de la liga australiana (NBL) además de ser el MVP de la final. Allí permaneció tres campañas más siendo declarado MVP de la competición en 2012 gracias a sus 17.6 puntos, 3.8 rebotes y 2.6 asistencias, así como miembro del Quinteto Ideal en sus dos últimas temporadas.
Durante la campaña 2013, el base de Illinois se enroló en los Piratas de Quebradillas puertorriqueños para ganar el campeonato del país caribeño acompañándolo de su designación como jugador más valioso de la final y su incursión en el mejor quinteto.
Acumulando estos reconocimientos, Kevin Lisch dio el salto a Europa en la temporada 2013-14 para jugar en el JSF Nanterre. Sin embargo, una lesión en la mano le privó de debutar con los galos hasta el mes de enero, perdiéndose la participación en la Euroliga y disputando ocho partidos de Eurocup. En la Pro A, el base promedió 8.6 puntos –con un 42% en triples–, 2.7 rebotes y 1.7 asistencias para 9.2 de valoración, pero su explosión se produjo en la Leaders Cup, Copa de Francia. En los cuartos de final ante Dijon Lisch consiguió 20 puntos, 5 rebotes y 10 asistencias, a los que se sumaron 9 puntos, 5 rebotes y 6 asistencias en la semifinal, y 12 puntos y 4 rebotes en la final que se les escapó ante Le Mans.
En junio de 2014 ficha por el CAI Zaragoza, firmando un contrato de un año con el conjunto rojillo.

## Clubs
- High School. Althoff Catholic (Illinois, EE. UU.).
- Universidad de Sant Louis (2005-2009)
- Perth Wildcats (2009-2013)
- Piratas de Quebradillas (2013)
- JSF Nanterre (2013-2014)
- CAI Zaragoza (2014)
- Illawarra Hawks (2015-2016)
- Sydney Kings (2016-)